# Pablo Helman
Pablo Helman (5 de juliol de 1958, Buenos Aires) és un especialista en efectes especials en cinematografia. Sota aquest càrrec ha treballat en més de trenta pel·lícules des de 1996.
Ha estat nominat a l'Oscar en la categoria de millors efectes visuals en tres ocasions: la primera en 2003 en la 75a edició al costat de Rob Coleman, John Knoll i Ben Snow pel treball realitzat a Star Wars episodi II: L'atac dels clons (la pel·lícula va perdre contra El Senyor dels Anells: Les dues torres); la segona el 2006 en la 78a edició al costat de Randal M. Dutra, Dennis Muren i Daniel Sudick pel treball realitzat a La guerra dels mons (la pel·lícula va perdre contra King Kong) i la tercera el 2020 en la 92a edició amb Leandro Estebecorena, Nelson Sepulveda-Fausser i Stephan Grabli pel treball realitzat a The Irishman.
Va exercir el rol de director per primera vegada en l'adaptació de l'èpica fantàstica Tiempo de dragones.

## Filmografia

### Efectes especials
| Any  | Títol                                               | Comentari                                                                                   |
| ---- | --------------------------------------------------- | ------------------------------------------------------------------------------------------- |
| 1995 | Evolver                                             |                                                                                             |
| 1995 | Apolo 13                                            |                                                                                             |
| 1995 | Strange Days                                        |                                                                                             |
| 1996 | Broken Arrow: Alarma nuclear                        |                                                                                             |
| 1996 | Independence Day                                    |                                                                                             |
| 1997 | El món perdut: Jurassic Park                        |                                                                                             |
| 1997 | Homes de negre                                      |                                                                                             |
| 1997 | Contact                                             |                                                                                             |
| 1998 | Deep Impact                                         |                                                                                             |
| 1998 | Salvem el soldat Ryan                               |                                                                                             |
| 1999 | October Sky                                         |                                                                                             |
| 1999 | Star Wars Episode I: The Phantom Menace             |                                                                                             |
| 2000 | Space cowboys                                       |                                                                                             |
| 2001 | El jurament                                         |                                                                                             |
| 2002 | Star Wars episodi II: L'atac dels clons             | Nominat a l'Oscar als millors efectes visuals                                               |
| 2003 | Terminator 3: La rebel·lió de les màquines          |                                                                                             |
| 2003 | Master and Commander: The Far Side of the World     |                                                                                             |
| 2004 | The Chronicles of Riddick                           |                                                                                             |
| 2004 | The Bourne Supremacy                                |                                                                                             |
| 2005 | La guerra dels mons                                 | Nominat al Oscar als millors efectes visuals                                                |
| 2005 | Jarhead                                             |                                                                                             |
| 2005 | Munich                                              |                                                                                             |
| 2008 | Les cròniques de Spiderwick                         |                                                                                             |
| 2008 | Indiana Jones i el regne de la calavera de cristall | Nominat al BAFTA als millors efectes visuals                                                |
| 2010 | The Last Airbender                                  |                                                                                             |
| 2012 | Battleship                                          |                                                                                             |
| 2013 | Pain & Gain                                         |                                                                                             |
| 2014 | Teenage Mutant Ninja Turtles                        |                                                                                             |
| 2016 | Silenci                                             |                                                                                             |
| 2016 | Ninja Turtles: Fora de l'ombra                      |                                                                                             |
| 2017 | The Mummy                                           |                                                                                             |
| 2019 | The Irishman                                        | Nominat a l’ Oscar als millors efectes visuals Nominat al BAFTA als millors efectes visuals |

### Director
| Any  | Títol                                               | Comentari             |
| ---- | --------------------------------------------------- | --------------------- |
| 2008 | Indiana Jones i el regne de la calavera de cristall | Assistent de director |
| 2014 | Teenage Mutant Ninja Turtles                        | Assistent de director |
| 2016 | Ninja Turtles: Fora de l'ombra                      | Assistent de director |
| 2016 | Tiempo de dragones                                  |                       |

## Premis i distincions
Premis Óscar
| Any  | Categoria               | Pel·lícula                              | Resultat |
| ---- | ----------------------- | --------------------------------------- | -------- |
| 2003 | Millors efectes visuals | Star Wars episodi II: L'atac dels clons | Nominat  |
| 2006 | Millors efectes visuals | La guerra dels mons                     | Nominat  |
| 2020 | Millors efectes visuals | The Irishman                            | Nominat  |

Premis BAFTA
| Any  | Categoria               | Pel·lícula                                          | Resultat |
| ---- | ----------------------- | --------------------------------------------------- | -------- |
| 2009 | Millors efectes visuals | Indiana Jones i el regne de la calavera de cristall | Nominat  |
| 2020 | Millors efectes visuals | The Irishman                                        | Nominat  |

Premis Saturn
| Any  | Categoria               | Pel·lícula                                          | Resultat  |
| ---- | ----------------------- | --------------------------------------------------- | --------- |
| 2003 | Millors efectes visuals | Star Wars episodi II: L'atac dels clons             | Guanyador |
| 2004 | Millors efectes visuals | Terminator 3: La rebel·lió de les màquines          | Nominat   |
| 2005 | Millors efectes visuals | The Chronicles of Riddick                           | Nominat   |
| 2006 | Millors efectes visuals | La guerra dels mons                                 | Nominat   |
| 2009 | Mejoresfectos visuales  | Indiana Jones i el regne de la calavera de cristall | Nominat   |
| 2013 | Millors efectes visuals | Battleship                                          | Nominat   |